# 吉岡八郎
吉岡 八郎（よしおか はちろう、1940年12月8日 - 2025年3月22日）は、京都府出身の元騎手・元調教師。

## 経歴

### 騎手時代
1960年代
馬事公苑の騎手養成長期課程に第7期生として入所し、主な同期生には池江泰郎、高橋成忠、野元昭、福永甲、徳吉一己がいる。
1960年3月に京都・坂口正二厩舎からデビューし、加賀武見・中西武信と同期となる。
同6日の阪神第6競走障害5歳以上オープン・ハマリユウ（9頭中9着）で初騎乗を果たすと、4月3日の京都第5競走4歳以上30万下・タツタオーで初勝利を挙げる。9月11日の京都第1競走3歳未勝利ではアマシヨウグンに47kgで騎乗して勝利
するなど、1年目の1960年は6勝、2年目の1961年には初の2桁勝利となる12勝をマーク。
1963年には15勝をマークし、1965年にはアラブ大障害（春）をトサニシキで制するなど初の20勝台となる22勝を挙げ、1965年から1972年まで8年連続2桁勝利を記録。
1967年には自己最多の29勝を挙げ、1969年には23勝と1年置きに20勝台をマークし、1968年からは後にハマノパレードの馬主と知られるホースタジマ所有のスーパースリーで同年の読売カップ（秋）3着、1969年のタマツバキ記念と1970年のアラブ大賞典では共に2着に入った。
1969年にはキンセンオーで菊花賞では16番人気ながらダイシンボルガード・ミノル・キングスピードに先着する7着、京都記念（秋）では2着、1970年にはヤマミセンダンで小倉記念2着に入った。
1970年代
1971年と1972年にはシンザン産駒シングン、ハマノパレードとのコンビで活躍。シングンでは1971年にシンザン記念でヒカルイマイ・ニホンピロムーテーを抑えてフイドールの2着に入ってシンザン産駒のワンツー、京都4歳特別では3着に入り、1972年には朝日チャレンジカップでヤマニンウエーブをハナ差抑えて勝利。ハマノパレードでは1972年の京都4歳特別こそ3着に終わるが、同年11月の京都オープンではダテテンリュウ、暮れの阪神大賞典ではヤマニンウエーブ・ショウフウミドリ・ニホンピロムーテーを抑えて勝利。
1972年には阪神4歳牝馬特別をヒダカサウンドでアチーブスターを抑えてシンモエダケの3着、デイリー杯3歳ステークスではレイクファイアでキシュウローレルから8馬身差離されたが2着に入り、自身最後の20勝をマーク。
1973年にはハマノカゲでアラブ大賞典（秋）を制し、1974年には2年ぶりの2桁となる10勝をマーク。
1975年には阪神牝馬特別・グリーンファイトで最後の重賞勝利を挙げ、2年連続で自身最後の2桁となる11勝をマーク。
1977年はグリーンファイトで中日新聞杯3着とし、3月27日の小倉第5競走5歳以上300万下・シロヤマハヤテで最後の勝利を挙げる。
1978年2月19日の京都第3競走4歳未勝利・ブラックハヤテ（8頭中6着）を最後に現役を引退し、同年には調教師免許を取得。

### 調教師時代
開業〜1980年代
1979年10月1日に厩舎を開業し、同13日の中京第5競走4歳新馬・ダイニライジン（16頭中10着）で初出走を果たすが、同レースを勝利したのはオペックホースであった 。同馬を出走させた11月10日の阪神第3競走4歳未勝利で初勝利を挙げ、ロールスローラーで京都新聞杯→菊花賞に出走させ、重賞及びGI級レース初出走を果たす。
開業1年目の1979年は特別戦2着、3着共に2回 を記録したが、初出走が遅れたため初勝利の1勝に終わる。
3年目の1981年には初の2桁勝利となる13勝を挙げ、1983年にはタイアオバが5頭横一線でタイム差無しの史上稀に見る激戦となった優駿牝馬で2着に入ったが、勝ったダイナカールにハナ差負けで諦め切れない気持ちになった。
タイアオバは1983年の阪神牝馬特別で桜花賞馬シャダイソフィアやヤマノシラギクを抑えて3着、1984年の愛知杯ではニシノライデンを抑えて2着に入った。
1984年から1986年には3年連続2桁勝利を記録し、1984年にはサラブレッド系種のキョウワサンダーが重賞初挑戦のサファイヤステークスでオークス馬トウカイローマンを抑えて桜花賞馬ダイアナソロンの2着に入り、エリザベス女王杯では14番人気の低評価を覆して優勝。吉岡にとって唯一のGI制覇となったほか、キョウワサンダーもグレード制導入後で唯一のサラ系のGI馬となった。
1985年には日高育成牧場で育った抽せん馬キョウワシンザンが小倉3歳ステークスを制し、1987年には金杯（西）で15頭中11番人気ながらドウカンヤシマの3着、カブトヤマ記念で11頭中9番人気ながらユウミロクの2着に入った。
1988年から2001年までは14年連続2桁勝利を記録し、1989年には競馬学校5期生で2年次に研修を受けた佐藤哲三が所属騎手としてデビュー。
1989年にはシンエイロータスが重賞初挑戦のローズステークスでオークス馬ライトカラーを抑えて桜花賞馬シャダイカグラの2着に入り、エリザベス女王杯ではサンドピアリスの5着、1990年は金鯱賞・カブトヤマ記念で共に2着であった。
1990年代
1991年にはCBC賞でアンビシャスホープがバンブーメモリー・ダイタクヘリオス・ヌエボトウショウを抑えて2着に逃げ粘り、1992年にはレットイットビーが朝日チャレンジカップを制すなど 自己最多の32勝をマーク。騎乗した佐藤はデビュー4年目での重賞初勝利になったほか、所有するノースヒルズマネジメントの前田幸治にとっても、馬主になって10年目での初の平地重賞制覇であった。
1993年にはレットイットビーが天皇賞（春）で5着に入り、レガシーフィールドが阪急杯を12頭中9番人気で制して馬連万馬券の波乱となる。レガシーフィールドでは北九州記念でシルクムーンライトの2着、セントウルステークス3着、スワンステークスではシンコウラブリイ・ニシノフラワーに次ぐ4着に入った。
1994年にはタイヤンが障害転向後5戦負け無しで、京都大障害（秋）では後続に影も踏ませぬ大逃走劇を演じて勝利するが、2番人気に支持された暮れの中山大障害（秋）では名物障害・大生垣で落馬している。
1994年末には佐藤を「一度外に出た方が勉強になる。その方がお前のためにも良い」と諭し、フリー転身を勧めた。
1995年にはタイヤンが中山大障害（春）で1番人気に支持されるも2着に敗れ、キョウワアリシバが京都で行われた朝日チャレンジカップでマイシンザンの3着に入った。
1996年からはケイティタイガーが障害重賞で活躍し、同年秋の京都大障害は西谷誠で2着、1997年には東京障害特別（春）・阪神障害ステークス（春）を田中剛で2着、中山大障害（春）・京都大障害（春）を嘉堂信雄で3着と堅実に上位に入る。秋は嘉堂とのコンビで東京障害特別（秋）3着→京都大障害（秋）2着を経て、中山大障害（秋）でポレールを抑えて重賞初制覇。明け10歳になった1998年には初戦の東京障害特別（春）で重賞連勝を果たし、秋春制覇を狙った中山大障害（春）ではノーザンレインボーの2着、連覇を狙った中山大障害（秋）ではビクトリーアップに大差を付けられると同時にメジロファラオにクビ差交わされた3着に終わった。ジャンプグレード制が導入された1999年には第1回阪神スプリングジャンプ3着、第1回中山グランドジャンプでは2着に入った。
同時期にはレガシークレストが1998年に阪神障害ステークス（秋）を逃げ切り、ヨイドレテンシが1999年の中山グランドジャンプで10頭中9番人気ながら3着と健闘。
2000年代
ケイティタイガー引退後はギフテッドクラウンが高田潤で2001年の東京オータムジャンプ、2002年の小倉サマージャンプを制覇。
2002年には競馬学校18期生の黒岩悠がデビューするが、黒岩は当初、自身と同じ高知県出身で、吉岡と同期でもある福永厩舎に入る予定が行き違いがあり、同期の高野容輔が福永厩舎に入った。
2003年にはキョウワスプレンダがデビューし、未勝利戦でコスモサンビーム、クローバー賞でヤマニンシュクルを破り、東京スポーツ杯2歳ステークスではアドマイヤビッグの3着に入った。2004年にはスプリングステークスでブラックタイドの2着、東京優駿では13番人気ながら4着に好走するが、ダービー後に屈腱炎を発症。復帰後の2005年には鳴尾記念で3着、2007年6月2日の中京第11競走関ヶ原ステークスでは13番人気で17番人気バトルブレーヴの2着に突っ込んで3連単304万馬券の大波乱を演出。
2010年代
2010年は0勝に終わるが、黒岩と同期の高野が調教助手として所属。
2011年2月27日の小倉第9競走4歳以上500万下・ファイナルパンチが最後に送り出した出走馬となり、8番人気の人気薄で接戦をハナ差制し、ラストランを勝利で飾った。吉岡はゴール前で「間に合ってくれ」と応援し、レース後には騎乗した渡辺薫彦が「吉岡調教師のファイナルパンチを決めることができてよかったです」とコメントしている。
翌28日をもって同期の高橋成・池江、須貝彦三と共に引退し  、管理馬は日吉正和厩舎に引き継がれ、高野も日吉厩舎所属となった。

## 騎手成績
| 通算成績 | 1着 | 2着 | 3着 | 4着以下 | 出走回数 | 勝率 | 連対率 |
| -------- | --- | --- | --- | ------- | -------- | ---- | ------ |
| 計       | 239 | 258 | 255 | 1891    | 2643     | .090 | .208   |

主な騎乗馬
- トサニシキ（1965年アラブ大障害 (春)）
- シングン（1972年朝日チャレンジカップ）
- ハマノパレード（1972年阪神大賞典）
- ハマノカゲ（1973年アラブ大賞典 (秋)）
- グリーンファイト（1975年阪神牝馬特別）

## 調教師成績
| 通算成績 | 1着 | 2着 | 3着 | 4着以下 | 出走回数 | 勝率 | 連対率 |
| -------- | --- | --- | --- | ------- | -------- | ---- | ------ |
| 平地     | 350 | 398 | 448 | 4837    | 6033     | .058 | .124   |
| 障害     | 43  | 52  | 47  | 292     | 434      | .099 | .219   |
| 計       | 393 | 450 | 495 | 5129    | 6467     | .061 | .130   |

主な管理馬
- キョウワサンダー（1984年エリザベス女王杯）
- キョウワシンザン（1985年小倉3歳ステークス）
- レットイットビー（1992年朝日チャレンジカップ）
- レガシーフィールド（1993年阪急杯）
- タイヤン（1994年京都大障害 (秋)）
- ケイティタイガー（1997年中山大障害 (秋)、1998年東京障害特別 (春)）
- レガシークレスト（1998年阪神障害ステークス (秋)）
- ギフテッドクラウン（2001年東京オータムジャンプ、2002年小倉サマージャンプ）